# 阿拉村
阿拉村（西班牙語：Villar del Ala）是西班牙卡斯蒂利亚-莱昂索里亚省的一个市镇。总面积12平方公里，总人口63人（2001年），人口密度5人/平方公里。